# Annette Rogers
Annette Joan Rogers-Kelly, ameriška atletinja, * 22. oktober 1913, Chicago, Illinois, ZDA, † 8. november 2006, Des Plaines, Illinois.
Nastopila je na poletnih olimpijskih igrah v letih 1932 v Los Angelesu in 1936 v Berlinu. Obakrat je osvojila naslov olimpijske prvakinje v štafeti 4x100 m, leta 1932 s svetovnim rekordom 46,9 s, obakrat je tudi dosegla šesto mesto v skoku v višino, leta 1936 pa še peto mesto v teku na 100 m.